# Torneo Clausura 2017 Fútbol Femenino (Chile)
El Campeonato Nacional de Clausura de Primera División de Fútbol Femenino 2017 fue el decimoséptimo torneo de la Primera División de fútbol femenino de Chile, en su categoría adulta. La organización del torneo estuvo a cargo de la ANFP.

## Fase zonal
Los equipos se dividieron en tres zonas: Norte, Centro y Sur.

## Fase final
|  | Cuartos de final      | Cuartos de final   |                      |           | Semifinales          | Semifinales          |  |           | Final          | Final          |  |
|  | 4 y 5 de noviembre    | 4 y 5 de noviembre |                      |           | 11 y 12 de noviembre | 11 y 12 de noviembre |  |           | 9 de diciembre | 9 de diciembre |  |
|  |                       |                    |                      |           |                      |                      |  |           |                |                |  |
|  |                       |                    |                      |           |                      |                      |  |           |                |                |  |
|  | Colo-Colo             | 10                 |                      |           |                      |                      |  |           |                |                |  |
|  | Colo-Colo             | 10                 |                      |           |                      |                      |  |           |                |                |  |
|  | Deportes Puerto Montt | 0                  |                      |           |                      |                      |  |           |                |                |  |
|  | Deportes Puerto Montt | 0                  |                      | Colo-Colo | 4                    |                      |  |           |                |                |  |
|  |                       |                    |                      | Colo-Colo | 4                    |                      |  |           |                |                |  |
|  |                       |                    | Universidad de Chile | 1         |                      |                      |  |           |                |                |  |
|  | Universidad de Chile  | 1                  | Universidad de Chile | 1         |                      |                      |  |           |                |                |  |
|  | Universidad de Chile  | 1                  |                      |           |                      |                      |  |           |                |                |  |
|  | Cobresal              | 0                  |                      |           |                      |                      |  |           |                |                |  |
|  | Cobresal              | 0                  |                      |           |                      |                      |  | Colo-Colo | 2              |                |  |
|  |                       |                    |                      |           |                      |                      |  | Colo-Colo | 2              |                |  |
|  |                       |                    | Santiago Morning     | 1         |                      |                      |  |           |                |                |  |
|  | Universidad Católica  | 0                  | Santiago Morning     | 1         |                      |                      |  |           |                |                |  |
|  | Universidad Católica  | 0                  |                      |           |                      |                      |  |           |                |                |  |
|  | Palestino             | 2                  |                      |           |                      |                      |  |           |                |                |  |
|  | Palestino             | 2                  |                      | Palestino | 3 (2)                |                      |  |           |                |                |  |
|  |                       |                    |                      | Palestino | 3 (2)                |                      |  |           |                |                |  |
|  |                       |                    | Santiago Morning     | 3 (4)     |                      |                      |  |           |                |                |  |
|  | San Marcos de Arica   | 3                  | Santiago Morning     | 3 (4)     |                      |                      |  |           |                |                |  |
|  | San Marcos de Arica   | 3                  |                      |           |                      |                      |  |           |                |                |  |
|  | Santiago Morning      | 7                  |                      |           |                      |                      |  |           |                |                |  |
|  | Santiago Morning      | 7                  |                      |           |                      |                      |  |           |                |                |  |
|  |                       |                    |                      |           |                      |                      |  |           |                |                |  |

### Final
| 9 de diciembre de 2017, 19:00 | Colo-Colo                | 2:1 (1:0) | Santiago Morning | Complejo Deportivo Quilín, Santiago (Macul)                   |                                                               |
|                               | Araya 36' · Guerrero 85' |           | Borgella 90'     | Asistencia: 150 espectadores Árbitro(s): María Belén Carvajal | Asistencia: 150 espectadores Árbitro(s): María Belén Carvajal |